# 데뱟키노역
데뱟키노역(러시아어: Девяткино)은 러시아 상트페테르부르크 시에 있는 상트페테르부르크 지하철 키롭스코 비보륵스카야 선과 상트페테르부르크 - 쿠즈네코예 철도의 역이다.
이 역은 레닌그라드주 프세볼로시스키 구역에 있는 도시 경계 밖에 위치한 유일한 역이다. 키롭스코 비보륵스카야 선의 북쪽 종착역이다. 역명은 인근 교외 지역에서 따온 것으로, 동명으로 일렉트릭카 통근 기차역과 연결되어 있다. 남쪽 플랫폼이 역 좌측에 있고 북쪽 플랫폼은 우측에 있어 지하철과 열차 간의 이동이 용이하다.
데뱟키노 역은 1978년 12월 29일 본 노선의 마지막 구간 일부로 개통되었다. 1982년까지는 헬싱키 메트로를 능가하는 세계에서 가장 북쪽에 있는 지하철역으로 남아 있었다.